# Галь, Алексей Трофимович
Алексе́й Трофи́мович Галь (1924—1943) — красноармеец Рабоче-крестьянской Красной Армии, участник Великой Отечественной войны, Герой Советского Союза (1943).

## Биография
Алексей Галь родился в 1924 году в селе Дмитриевском Северо-Кавказского края (ныне Красногвардейского района Ставропольского края) в крестьянской семье. Окончил семь классов школы. В июне 1941 года он был призван на службу в Рабоче-крестьянскую Красную Армию. С 5 августа 1942 года — на фронтах Великой Отечественной войны. Участвовал в битве за Кавказ, Моздок-Малгобекской, Нальчикско-Орджоникидзевской, Краснодарской операциях, освобождении южной Украины. В боях два раза был ранен. К октябрю 1943 года красноармеец Алексей Галь был стрелком 1372-го стрелкового полка 417-й стрелковой дивизии 44-й армии Южного фронта. Отличился во время Мелитопольской операции.
7 октября 1943 года Галь в районе хутора Канадский Токмакского района Запорожской области Украинской ССР, возглавив разведывательную группу из трёх человек, проник во вражеский тыл и разгромил штаб немецкого батальона, захватив документы и радиостанцию, после чего без потерь вернулся в расположение своей части. В ночь с 8 на 9 октября перед штурмом Канадского советскими войсками Галь со своей группой разведал подступы к нему и установил проходы в минных полях. 10 октября Галь принял участие в отражении 8 контратак превосходящих сил противника, сдерживая его наступление пулемётным огнём. Два раза в бою был ранен, но поля боя не покинул. Когда погибли расчёты двух других пулемётов, Галь заменил их собой, перебегая от одного пулемёта к другому, создавал видимость действия всех трёх огневых точек. Немецкие контратаки были успешно отражены. Пулемётным огнём Галь лично уничтожил около 200 солдат и офицеров противника. Во время отражения последней контратаки он погиб. Похоронен в селе Новолюбимовка Токмакского района.
Указом Президиума Верховного Совета СССР от 1 ноября 1943 года за «мужество, отвагу и героизм, проявленные в борьбе с немецкими захватчиками» красноармеец Алексей Галь посмертно был удостоен высокого звания Героя Советского Союза. Также был награждён орденом Ленина.